# ويليام روبنسون (لاعب كرة قدم أمريكية)
ويليام روبنسون (بالإنجليزية: William Robinson)‏ هو لاعب كرة قدم أمريكية أمريكي، ولد في 20 ديسمبر 1984 في مونتيري بارك في الولايات المتحدة.

## وصلات خارجية
- ويليام روبنسون (لاعب كرة قدم أمريكية) على موقع مرجع كرة القدم المحترفة.كوم (الإنجليزية)